# Alicia Borrachero
Alicia Borrachero Bonilla (Madrid,  14 février 1968) est une actrice espagnole.

## Biographie
Elle étudia l'art dramatique à l'université de Nazareth et l'atelier de formation dramatique de Madrid.
Elle est très connue grâce à ses rôles pour la télévision, mais elle a participé aussi dans des œuvres théâtrales et des films.
Elle se marie en 2003 avec l'acteur Ben Temple et a son premier enfant en 2005.

## Théâtre
- Don Quixote, Peter Yates
- Things I forgot to remember Enrique Oliver,
- La fabulosa historia de Diego Marín, Fidel Cordero,
- Muerte en Granada, Marcos Zurinaga
- Sangre Ciega Miguel Albaladejo,
- The Killer Tongue, Alberto Sciamma,
- Tres palabras Antonio Giménez-Rico
- Shooting Elizabeth Baz Taylor.

## Filmographie

### Cinéma
- 1996 : The Disappearance of Garcia Lorca de Marcos Zurinaga (en)
- 2007 : L'Amour aux temps du choléra (El amor en los tiempos del cólera) de Mike Newell
- 2008 : Le Monde de Narnia : Le Prince Caspian d'Andrew Adamson : la reine Prunaprismia
- 2016 : La Promesse (The Promise) de Terry George : Lena
- 2019 : Terminator: Dark Fate de Tim Miller : Alicia

### Télévision
- Hospital Central
- Periodistas
- 7 vidas
- Médico de familia
- Un lugar en el mundo
- Farmacia de guardia
- Hermanos de leche
- 2019 : The Spanish Princess : Isabelle la Catholique
- 2024: L'Affaire Asunta : l'avocate